# Olga Lengyel
Olga Lengyel (geboren 19. Oktober 1908 in Kolozsvár, Österreich-Ungarn; gestorben 15. April 2001 in New York City) war eine ungarisch-amerikanische Jüdin, die die Inhaftierung im Konzentrationslager Auschwitz-Birkenau überlebte.

## Leben
Olga wurde als Tochter des wohlhabenden Industriellen Ferdinand Bernat-Bernard im ungarischen Siebenbürgen geboren und wuchs in Kolozsvár auf, das ab 1918 als Cluj-Napoca zu Rumänien gehörte und 1940 erneut dem Königreich Ungarn zugeschlagen wurde. Ihr Ehemann Miklós Lengyel arbeitete als Arzt im städtischen Krankenhaus, sie selbst war Arzthelferin. Sie hatten zwei Kinder. Das Eichmann-Kommando und die ungarische Gendarmerie organisierten im Frühjahr 1944 im Rahmen der „Ungarn-Aktion“ die Deportation von über 400.000 Juden aus der ungarischen Provinz in das KZ Auschwitz. Olga Lengyel überlebte als einzige ihrer Familie den Holocaust. Ihr Mann, ihre Kinder und ihre Eltern wurden von den Deutschen ermordet.
Lengyel geriet nach Kriegsende über Odessa nach Paris, wo ihr Vater vor dem Zweiten Weltkrieg die familiäre Kunstsammlung deponiert hatte. Sie veröffentlichte ihre Erinnerungen an den Holocaust in einem französischen Verlag unter dem Titel Mémoirs de l'au-dela (Erinnerungen aus dem Jenseits). 1947 übersiedelte sie mit der Kunstsammlung in die Vereinigten Staaten. 1954 zog sie mit ihrem zweiten Ehemann Gustav Aguire nach Kuba, das sie bei der kubanischen Revolution 1959 fluchtartig verlassen mussten. Das Eigentum der US-amerikanischen Bürger wurde von der kubanischen Regierung enteignet, darunter auch ihre Kunstsammlung. Klagen auf Rückgabe wurden stets ignoriert.
In New York stiftete Lengyel 1962 unter der Obhut der State University of New York in Manhattan die Memorial Library, die sich der Erinnerungsarbeit an den Holocaust widmet.  Der Memorial Library vermachte sie testamentarisch ihre Immobilie in Manhattan und den Anspruch auf die Kunstsammlung.
Nach der politischen Entspannung zwischen den USA und Kuba im Jahr 2015 wurden die Rechtsansprüche auf die Kunstsammlung von der Memorial Library in Erinnerung gebracht. Laut dem von Lengyel angelegten Verzeichnis gehören zu der Sammlung Werke von Hans Memling, Anthonis van Dyck, Francisco Goya und Edgar Degas.

## Schriften
- Souvenirs de l'au-delà. Aus dem Ungarischen übersetzt von Ladislas Gara. Paris: Éditions du Bateau ivre, 1946
  - Five Chimneys : The story of Auschwitz. Übersetzung ins Englische Clifford Coch, Paul P. Weiss. Chicago : Ziff-Davis Publ. Co., 1947
  - Nachdruck: I survived Hitler's ovens : the story of Auschwitz. New York : Avon, 1957